# Форт Танкремон

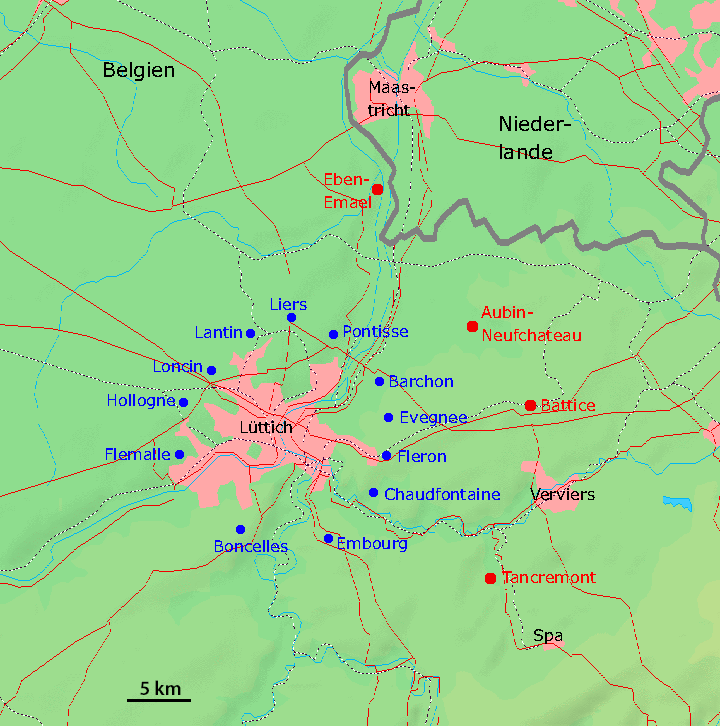
Система Льєзького фортифікаційного комплексу

Форт Танкремон (фр. Fort de Tancrémont фр. вимова: [fɔʁ də tɑ̃kʁemɔ̃]) — колишній бельгійський форт, що входив до Льєзького фортифікаційного комплексу бельгійської армії. Розташовувався на відстані 3 км південніше населеного пункту Пепінстер неподалік від бельгійсько-голландського кордону. Будувався у 1932—1935 роках, як складова частина зовнішньої лінії фортифікаційних споруд по периметру Льєжа, з метою посилення чинних 12 фортів, споруджених у 1880-ті роки за проектом відомого бельгійського генерала-інженера Анрі Бріальмона. Форт Танкремон став останнім з бельгійських фортів, що капітулювали перед німцями під час їхнього вторгнення у травні 1940 року.

## Зміст
Споконвічно форт Танкремон будувався разом з іншими трьома фортецями, розташованими на східних підступах до міста Льєж. Форти Ебен-Емаель, Обен-Нефшато, Батіс та Танкремон утворювали зовнішнє кільце оборони й становили так званий «перший фортифікаційний рубіж Льєжа» (фр. Position Fortifiée de Liège 1 (PFL I), у той час, як 12 старих фортів утворювали «другий фортифікаційний рубіж Льєжа» (фр. Position Fortifiée de Liège 2 (PFL II).

### Конструкційна схема
Конструкційна схема фортеці Танкремон складалася з п'яти блоків, розміщених на гірському узвишші між населеними пунктами Пепінстер і Тьо. На поверхні форту була тільки верхівка блоків, решта вбудована вглиб скелястих порід.
- Блок B.I — блок, оснащений легкою зброєю, прожектором та куполами спостерігачів.
- Блок B.II — фортифікаційний каземат, озброєний підйомними подвійними 75-мм гарматами (Model 1934), з радіусом ведення вогню до 10,5 км.
- Блок B.III — блок спостереження, оснащений перископами та озброєний кулеметами.
- Блок B.IV — блок, аналогічний Блоку B.II.
- Блок B.M. — центральний блок у конструкції форту, оснащений системою спостереження; на озброєнні мав три 81-мм міномети.

### Історія
8 серпня 1938 року будівництво форту Танкремон було завершене, останнім серед усіх новітніх фортець у Льєзькому комплексі.
З початком вторгнення німецького Вермахту до Бельгії, укріплення фортеці обороняв 4-й батальйон капітана Дево, Льєзького фортечного полку на чолі з майором Пармен'ьє. 12 травня розпочалася перша атака німців, наступного дня після падіння форту Ебен-Емаель, але бельгійські захисники сміливо вступили в бій та відбили спробу. Опанування форту Обен-Нефшато призвело до великих втрат як серед його захисників, так і серед німецьких підрозділів. Тому, 20-21 травня 1940 року генерал Ф. фон Бок пред'явив гарнізону фортець Танкремон та Батіс ультиматум, з вимогою здатися на волю переможців. Форт Батіс врешті капітулював 22 числа, захисники Танкремон відкинули пропозицію про капітуляцію. Бої за опанування фортифікаційною спорудою тривали ще декілька днів, доки командир гарнізону не отримав офіційного підтвердження про те, що бельгійська армія здалася німцям 28 травня.
Тільки наступного дня, 29 травня, бельгійський гарнізон склав зброю і був висланий німцями у табір військовополонених до Сілезії.